# Zdravko Miljak
Zdravko Miljak (Vinkovci, 11 de setembro de 1960) é um ex-handebolista iugoslavo, foi campeão olímpico.

## Títulos
- Jogos Olímpicos:
  - Ouro: 1972